# Eugen Eberle
Eugen Eberle (* 1. September 1908 in Stuttgart; † 29. Mai 1996 ebenda) war ein deutscher Werkzeugmacher, Gewerkschafter und Politiker (KPD, DL). Eberle war von 1945 bis 1952 Betriebsratsvorsitzender der Robert Bosch GmbH und gehörte von 1948 bis 1984 dem Stuttgarter Stadtrat an, zuletzt für das Parteifreie Bündnis Eugen Eberle (PFB).

## Leben
Der Sohn eines Schreinermeisters wuchs in Stuttgart-West auf. Nach dem Besuch der Volksschule von 1915 bis 1923 absolvierte Eberle eine Mechanikerlehre, zuletzt bei den Contessa-Fotowerken. Kurzzeitig bei Siemens & Halske in Berlin tätig, kehrte er Ende 1929 während der Weltwirtschaftskrise nach Stuttgart zurück und wurde arbeitslos. Eberle war verheiratet; aus der Ehe ging eine Tochter hervor.
1927 trat Eberle in den Deutschen Metallarbeiter-Verband ein; 1928 wurde er Mitglied der KPD. Während seiner Arbeitslosigkeit organisierte er im Auftrag der KPD in der Interessengemeinschaft für Arbeiterkultur (IfA) die Vorführung sowjetischer Filme und Dichterlesungen, unter anderem mit Sergei Michailowitsch Tretjakow. Eberle war am Aufbau der Marxistischen Arbeiterschule (MASCH) in Stuttgart beteiligt und hielt dort Vorträge. Zudem arbeitete er in einer Buchhandlung der KPD. Im Juni 1932 wurde Eberle bei den Stuttgarter Kodak-Werken eingestellt. Im November 1932 wurde er zum Betriebsrat der Firma mit circa 500 Mitarbeitern, darunter viele ehemalige Beschäftigte der Contessa-Fotowerke, gewählt.
Nach der Machtübertragung an die Nationalsozialisten wurde Eberle am 11. März 1933 in „Schutzhaft“ genommen und im KZ Heuberg gefangen gehalten. Nach einem Schwächeanfall wurde er in das Arbeitshaus im Schloss Kaltenstein bei Vaihingen/Enz verlegt und Ende Mai 1933 freigelassen. Während der KZ-Haft von Kodak entlassen, fand Eberle im Juni 1933 erneut Arbeit; im Januar 1934 wechselte er zur Firma Robert Bosch in die Kühlschrankfertigung. In der Zeit des Zweiten Weltkrieges beteiligte er sich ab 1940 am Bau von Luftschutzstollen.
Ein einschneidendes Erlebnis war im Herbst 1940 das Schicksal der Schwiegereltern seines Bruders Rudolf Eberle. Der jüdische Arzt Jakob Holzinger und seine Ehefrau Selma geb. Oettinger suchten am 8. oder am 9. November 1940 den Freitod, denn der Offizier und Landwehrhauptmann des Ersten Weltkriegs hatte nach seiner Verhaftung in den Novemberpogromen 1938 den Terror im KZ Dachau erlebt und wollte weitere Schikanen nicht mehr erdulden. Vier Jahrzehnte später erinnerte sich Eberle an die Trauerfeier im Krematorium auf dem Pragfriedhof: „Ein Gefühl von Trauer überkam mich, als ich in die Gesichter der wenigen Menschen sah, die von der einstmals großen jüdischen Gemeinde in Stuttgart übriggeblieben waren. Unvergeßlich, wie sie die beiden rohen Särge von der jüdischen Leichenhalle ins Krematorium trugen. Die Beerdigung fand im jüdischen Ritus statt, obwohl Holzingers ‚Freigeister‘ waren.“
Anfang 1945 verbarg Eberle einen politisch Verfolgten in seinem Zimmer und brachte ihn später bei seinen Eltern unter, ehe dem Regimegegner die Flucht in die Schweiz gelang. Bei Kriegsende wechselte er häufig den Wohnort, um einer Einberufung zum Volkssturm zu entgehen.

### Betriebsratsvorsitzender von Bosch 1945–1952
Kurz nach der Befreiung vom Nationalsozialismus bildeten am 11. Mai 1945 frühere Mitglieder von KPD, KPO und SPD bei Bosch einen vorläufigen Betriebsausschuß, aus dem der Betriebsrat unter Vorsitz von Eberle entstand. Laut Einschätzung des Betriebsrats stand eine desorganisierte Arbeiterschaft einer im Wesentlichen handlungsfähig gebliebenen Unternehmerschaft gegenüber. Eberle selbst nannte später die Entnazifizierung, die Verhinderung von Demontagen sowie die Versorgung der Bevölkerung als die wichtigsten Aufgaben des Betriebsrats.
Im Mai 1945 plante der Betriebsrat unter Eberle eine „restlose Ausrottung des Nationalsozialismus“ und eine umfassende „Säuberung der Betriebs- und Personalleitung“. Der Betriebsrat schlug der alliierten Militärregierung vor, alle ehemaligen Mitglieder der NSDAP und ihrer Gliederungen zu kündigen. Nach einer Fragebogenaktion des Betriebsrats wären hiervon 20 % der Gesamtbelegschaft und 73 % der leitenden Angestellten betroffen gewesen. Eberle erhob schwere Vorwürfe gegen die Geschäftsleitung und bezeichnete die Beziehungen der Firma zu Carl Friedrich Goerdeler, der als führender Kopf des Widerstandes nach dem Attentat vom 20. Juli 1944 hingerichtet wurde, als rein geschäftlicher Natur. Die Geschäftsleitung stellte hingegen die Bedeutung der Beziehungen zu Goerdeler für den Widerstand heraus, in deren Folge auch Albrecht Fischer, wie Goerdeler ein Berater Boschs, verhaftet worden war. Auf Grund der Erfahrungen mit entlastenden Aussagen forderte Eberle erfolglos, dass jedes NSDAP-Mitglied als Aktivist betrachtet werden müsse, auch die „Konjunkturritter“ und „ewigen Staatsbejaher“. Kündigungen während der Entnazifizierung betrafen insbesondere mittlere und untere Stellen, weitergehenden Forderungen des Betriebsrats wurden nach Kontakten Boschs durch die amerikanischen Militärregierung klare Grenzen gesetzt. Im September 1947 kam es zu einem Streik, nachdem die Unternehmensleitung sechs ehemalige, als Mitläufer Eingestufte wieder in führenden Positionen einstellen wollte. Dabei konnte sich der Betriebsrat um Eberle teilweise durchsetzen. Im Frühjahr 1947 hatte ein eintägiger Proteststreik gegen die schlechte Versorgungslage erhöhte Zulagen für Bosch-Mitarbeiter zur Folge. Eine von Bosch gewollte Kürzung der Gehälter war vom Betriebsrat um Eberle weitgehend verhindert worden. Überwiegend erfolglos blieb der Kampf des Betriebsrates gegen den Abtransport von Maschinen zu einer neugegründeten Bosch-Tochterfirma im Saarland, das damals an Frankreich angegliedert war.
Als Mitglied der IG Metall nahm Eberle im Oktober 1949 am Gründungskongress des DGB teil; seit 1950 gehörte er dem IG Metall-Vorstand an. Im Oktober 1951 wurde er aus dem IG Metall-Vorstand ausgeschlossen. Zuvor hatte sich Eberle geweigert, einen Revers zu unterschreiben, in dem er sich von der „These 37“ des KPD-Parteitags vom März 1951 distanzieren sollte. In der „These 37“ hatte die KPD von ihren Anhängern gefordert, „Kampfhandlungen auszulösen auch gegen den Willen rechter Gewerkschaftsführer“, da diese die Gewerkschaften „in den Dienst der Kriegsvorbereitungen“ stellen wollten. Nach eigenen Angaben war Eberle „trotz Unbehagen von der Richtigkeit“ der „These 37“ überzeugt; 1982 bezeichnete er seine Weigerung, einen weniger scharf formulierten Revers des Stuttgarter IG Metall-Bezirks zu unterschreiben, als „große[n] politischen Fehler“.
Am 15. Februar 1952 entließ Bosch Eberle und zwei weitere Betriebsräte fristlos. Laut Kündigungsschreiben hatte Eberle das Ziel verfolgt, „das Vertrauen zwischen Geschäftsführung und Belegschaft fortgesetzt zu stören, ständig Unruhe in den Betrieb hineinzutragen und den Betrieb zum Schauplatz politischer Auseinandersetzungen zu machen.“ Drei Tage zuvor hatte Eberle eine Entschließung gegen die Wiederaufrüstung in einer Betriebsversammlung vorgelegt. Eberle blieb arbeitslos, bis er 1957 eine Versicherungsagentur gründete.

### Gemeinderat in Stuttgart 1948–1984
Zusammen mit drei weiteren KPD-Mitgliedern war Eberle im Januar 1948 in den Stuttgarter Stadtrat gewählt worden. Eberle hatte auf Platz sieben der KPD-Liste kandidiert; durch kumulierte und panaschierte Stimmen erhielt er die meisten Stimmen aller KPD-Kandidaten. Seine Nebensitzerin war die Zentrumspolitikerin Charlotte Armbruster. Nach dem KPD-Verbot im August 1956 behielt er sein Mandat als Parteiloser. Bei der Kommunalwahl 1959 lehnte Eberle es nach eigenen Angaben ab, auf der von der illegalen KPD favorisierten Liste der Rüstungsgegner zu kandidieren. Eberle konnte mit einer eigenen Liste sein Mandat verteidigen, während die Liste der Rüstungsgegner ohne Mandat blieb. Bei der Oberbürgermeisterwahl 1966 trat Eberle gegen den Amtsinhaber Arnulf Klett an und erzielte 27.840 Stimmen (15,8 %).
Im November 1967 war Eberle Mitgründer der Demokratischen Linken und wurde zum Vorsitzenden der Wahlpartei gewählt, in der sich ehemalige Mitglieder der verbotenen KPD und linke Kritiker der seit 1966 regierenden Großen Koalition zusammenschlossen. Die fast ausschließlich in Baden-Württemberg aktive Partei scheiterte bei der Landtagswahl 1968 mit 2,3 Prozent an der Fünf-Prozent-Hürde und löste sich gegen Eberles Willen im Juni 1970 auf.
1968 trat Eberle aus der illegalen KPD aus; er lehnte eine Mitarbeit bei der Gründung der DKP ab, nachdem die Partei eine Kritik an der gewaltsamen Niederschlagung des Prager Frühlings durch die Truppen des Warschauer Paktes abgelehnt hatte. In der Folgezeit wurde Eberle von der DKP-Presse „fast totgeschwiegen“. In einem Interview im Dezember 1977 bezeichnete sich Eberle als Kommunist nach der eurokommunistischen Linie Enrico Berlinguers, des Vorsitzenden der Kommunistischen Partei Italiens. Zugleich lehnte er die Politik der K-Gruppen und der DKP ab; es sei nicht die Aufgabe der Kommunisten in der Bundesrepublik, sich der Außenpolitik der Sowjetunion restlos unterzuordnen. Dennoch sei er kein Gegner der Sowjetunion, so Eberle.
1971 gründeten Anhänger Eberles, darunter Fritz Lamm, das Parteifreie Bündnis Eugen Eberle, das er bis 1984 im Stadtrat vertrat. Bei der Kommunalwahl 1976 entfielen 93.000 Stimmen auf Eberle; dabei wurde er auch von Wählern bürgerlicher Parteien durch Kumulieren und Panaschieren unterstützt. Einen Eintritt in die seit 1980 im Gemeinderat vertretenen Grünen lehnte Eberle ab, da ihm die Partei „zu bürgerlich“ war.
Im Stuttgarter Gemeinderat sprach sich Eberle gegen eine weitere Verschuldung der Stadt aus, wies auf seiner Ansicht nach bestehende Finanzierungsmöglichkeiten angesichts hoher Unternehmensgewinne hin und forderte eine ausreichende Finanzierung der städtischen Krankenhäuser und des Sozialen Wohnungsbaus. 1960 hatte sich Eberle gegen den Abriss des Kaufhaus Schocken gewandt. 1978 machte er auf seiner Meinung nach unzulässige Medikamentenversuche am städtischen Bürgerhospital aufmerksam.
In den 1970er Jahren engagierte sich Eberle für eine konsequente Aufarbeitung der Zeit des Nationalsozialismus in Stuttgart. Dabei kritisierte er die fehlende Erschließung der entsprechenden Akten im Stadtarchiv und eine Veröffentlichung der Stadt, in der eine Chronik von 1933 bis 1945 nur anhand der Auswertung der gleichgeschalteten NS-Presse erstellt wurde. Nicht zuletzt seiner Initiative ist es zu verdanken, dass die Veröffentlichung der von der am Stadtarchiv Stuttgart beschäftigten Historikerin Maria Zelzer erarbeiteten Chronik der Jahre 1933 bis 1945 nach jahrelanger Verweigerung von der Stadtverwaltung unter Oberbürgermeister Manfred Rommel 1983 schließlich zum Druck freigegeben und in privater Initiative unter dem Titel Stuttgart unterm Hakenkreuz veröffentlicht werden konnte. Zelzer, die ihren 1973 erfolgten Abgang aus dem Stadtarchiv als „Kapitulation“ empfunden hatte, lobte beim Erscheinen des Buchs ausdrücklich den „jahrelange[n] Kampf von Stadtrat Eugen Eberle und seiner Arbeitsgruppe Stadtchronik“.

## Bewertungen
Die Geschäftsführung von Bosch bescheinigte Eberle im Sommer 1948, er sei „ein intelligenter Mann, ein geschickter Volksredner, ein demagogisch skrupelloser Agitator und ein unerschrockener Draufgänger“. Auch wenn die Geschäftsführung einzelne Zugeständnisse machen würde, seien bei „der Mentalität des Herrn Eberle“ weitere Unruhen zu erwarten: „Herr Eberle wird dann einfach neue Forderungen stellen, sei es auch nur, um den Betrieb nicht zur Ruhe kommen zu lassen.“ Eine Untersuchung über Betriebsräte der unmittelbaren Nachkriegszeit in der Region Stuttgart sieht den Bosch-Betriebsrat um Eberle als einen „Stuttgarter Ausnahmefall“: Der Betriebsrat „wollte und bejahte den Kampf gegen eine starke Geschäftsleitung, gegen mehrheitlich bürgerliche Regierungskoalitionen und gegen die Sicherung kapitalistischer Interessen durch die amerikanische Besatzungsmacht.“
Die Wochenzeitung Die Zeit hielt Eberle 1967 für „das nützlichste Ärgernis von Stuttgart. Ein Ärgernis für diejenigen, die seine kommunalpolitische Beschlagenheit und Regsamkeit anerkennen, ihm jedoch seine kommunistische Vergangenheit nicht verzeihen können.“ Die Stuttgarter Zeitung nannte Eberle bei seinem Ausscheiden aus dem Stadtrat 1984 eine als Einzelkämpfer „fast einmalig erfolgreiche Erscheinung“, wenngleich Eberles Parteifreies Bündnis „[a]ls politische Gruppierung nicht unbedingt bedeutend“ gewesen sei. Oberbürgermeister Manfred Rommel hielt Eberle vor, er habe „für jeden Fall eine passende Rede, bloß passen diese Reden alle nicht ganz zusammen.“ Zu Eberles achtzigsten Geburtstag nannte ihn die Stuttgarter Zeitung einen „gebildete[n] Proletarier“, der „so etwas wie die humanistische Variante des Marxismus“ verkörpere. Der Nachruf der Zeitung würdigte Eberle als „glänzender Redner voller Humor und Selbstironie“. Die Stuttgarter SPD-Gemeinderatsfraktion begründete 2008 ihren Antrag, einen Platz oder eine Straße nach Eberle zu benennen, damit, dass Eberle sich mit viel Engagement vor allem für die Belange der sozial Schwachen in Stuttgart eingesetzt habe. Besondere Verdienste habe er sich mit seiner Forderung nach konsequenter Aufarbeitung der nationalsozialistischen Diktatur erworben.

## Schriften
- Die schlaflosen Nächte des Eugen E. Erinnerungen eines neuen schwäbischen Jacobiners. Edition Cordeliers, Stuttgart 1982, ISBN 3-922836-06-2.